# Datenschutz-Berater
Der Datenschutz-Berater ist eine juristische Fachzeitschrift für Datenschutz und Datensicherheit der dfv Mediengruppe GmbH. Das Fachmagazin erschien zum ersten Mal im Jahr 1976 und wird seitdem monatlich herausgegeben. Bis 2017 wurde der Datenschutz-Berater von der Verlagsgruppe Handelsblatt publiziert.
Den Hauptteil des Inhalts bilden die Rubriken „Datenschutz im Fokus“ (Aufsätze zu datenschutzrechtlichen Fragestellungen), „Aktuelles aus den Aufsichtsbehörden“ (Besprechungen aufsichtsbehördlicher Publikationen) sowie „Rechtsprechung“. Als Themenfelder nennt der Verlag unter anderem das rechtliche Umfeld der Datenverarbeitung, Verfahren und Methoden zur Datensicherung und Sicherheitsprobleme in Datennetzen. Zu Beginn jeder Ausgabe soll der Leser zudem über das aktuelle themenrelevante Rechtsgeschehen informiert werden. Ein Mitglied des Beirats der Zeitschrift verfasst das „Stichwort des Monats“, welches ein jeweils aktuelles Thema beleuchtet. In der Rubrik „Service“ finden sich Rezensionen zu Neuerscheinungen. Zur Zeitschrift gehört auch eine Schriftenreihe, in der unter anderem Dissertationen veröffentlicht werden.
Die Kernzielgruppe sind interne und externe Datenschutzbeauftragte, Datenschutzabteilungen, Geschäftsführer, IT-Sicherheitsexperten, Revisoren, Personaler und Rechtsabteilungen.
Seit der Ausgabe 1/2019 ist Carlo Piltz Chefredakteur. Die Schriftleitung besteht aus Alexander Golland, Tilman Herbrich, Philipp Quiel und Laurenz Strassemeyer.